# وسترویل (اوهایو)
وسترویل(به انگلیسی: Westerville) شهری در ایالت اوهایو کشور ایالات متحده آمریکا است که جمعیت آن در سرشماری سال ۲۰۱۰ میلادی، ۳۶٬۱۲۰ نفر بوده‌است.